# Parorchis acanthus
Parorchis acanthus is een soort in de taxonomische indeling van de platwormen (Platyhelminthes). De worm is tweeslachtig en kan zowel mannelijke als vrouwelijke geslachtscellen produceren. De soort leeft in zeer vochtige omstandigheden. 
De platworm behoort tot het geslacht Parorchis en behoort tot de familie Philophthalmidae. De wetenschappelijke naam van de soort werd voor het eerst geldig gepubliceerd in  door Nicoll.